# Plemo
Plemo (bürgerlicher Name: Henning Schmidt; * 1. Juli 1973 in Arnsberg) ist ein deutscher Musiker aus der Hamburger Electroszene rund um das von Lars Lewerenz gegründete Independent-Label Audiolith Records. Neben seiner Tätigkeit als Musiker arbeitet Plemo auch als Produzent und als Remixer. Zudem hat er früher als Mischer für die Hamburger Band Tomte gearbeitet. Live trat er mit der Formation „RPM Lovesystem“ auf.

## Leben
Nach einigen Projekten (Atemur 1992–1999, Uhrtick 1998–1999, RY30 1999–2002) nahm der im Sauerland geborene Henning Schmidt 1999 das auf die Marke Playmobil anspielende Pseudonym Plemo an. Idee und künstlerischer Ansatz war es dabei, „Musik zu generieren, die so klingt, dass kleine Plastikfiguren Lust hätten, dazu zu tanzen“.
Die ersten Liveauftritte absolvierte Schmidt im Jahr 2000. In der Hamburger Schilleroper ließ er dafür die gesamte Bühne zum Büro umbauen. Plemo rappte und sang dabei als unangenehmer Chef der Bürogemeinschaft zu vom Computer erzeugten Musik. Am Ende des Auftritts wurde das gesamte Equipment mit einer Axt zerlegt.
Über seinen Job als Mischer bei der Band Tomte kam zu dieser Zeit auch der Kontakt zu deren Gitarristen Dennis Becker zustande, der zusammen mit dem Hamburger Künstler Der Tante Renate das Indie-Label Cobretti gründete, auf dem 2001 Plemos erste EP „Fahrrad fahren“ veröffentlicht wird. Über die Online-Music-Community Micromusic.net kam Schmitt in Kontakt mit weiteren Künstlern des Genres, wie Egotronic oder Räuberhöhle, mit denen er in Folge zusammenarbeitete. Auch lernte er in dieser Zeit Lars Lewerenz kennen, den Gründer des Hamburger Indielabel Audiolith, wo Plemo fortan veröffentlichte.
2004 erschien das erste Plemo-Album Yeah. Zunächst war die Veröffentlichung des Albums bei Polygame Entertainment geplant. Schließlich einigten Henning Schmidt und Lars Lewerenz sich und veröffentlichten das Album bei Audiolith. Beteiligt waren u. a. Thees Uhlmann (Tomte), Knarf Rellöm, DJ Patex, Torsun (Egotronic), DJ MTDF (Saalschutz) und Jessica Drosten (Das Bierbeben), live wurde Schmidt von Arni (Juri Gagarin), miKi mikron (Mikron 64) und LJ Gold, die die Band „Das Feuer“ formierten, unterstützt. Nach dem Ausstieg von Arni wurde diese Formation 2008 durch „Plemo RPM Lovesystem“ ersetzt, dem auch der Berliner Electrokünstler Rampue angehört. 
Für das Musikvideo zu I Sexi (2008) wurden Playmobil-Figuren im Stop-Motion-Verfahren verwendet. Die Firma untersagte Plemo daraufhin die Verwendung der Figuren auf seiner Website.
Auf Plemos erstem Album Yeah sprach der Schlagermusiker Frank Zander das Intro.

## Diskografie

### Alben
- Atemur (StereoFant / First Floor 1998)
- Uhrtick (StereoFant / KIND 1999)
- RY30 Fernsehtechnick (StereoFant / KIND 2000)
- Fahrrad fahren EP (Cobretti 2001)
- Yeah (Audiolith 2004)
- Kennzeichen P (Remixalbum von „Yeah“; Audiolith 2005)
- Exzess Express (Audiolith 2007)
- Plemo and Rampue - Love Hate Peace Fuck (Audiolith 2008)

### Remixe
- Kettcar - Graceland (Grand Hotel van Cleef 2008)
- Sin with Sebastian - Fuck You (Lipstick Confusion Records 2007)
- Finn. - the ayes... Remix LP (Sunday Service 2007)
- Karamel - sag mal Johann 7" (Devil Duck Records 2007)
- Supershirt - Teitmaschine Online Single (Kasabi Tunes / Audiolith 2007)
- Saalschutz / Räuberhöhle Split Cd - Saalschutz - Richtige Djs (Megapeng 2006)
- Das Bierbeben - Im Kreis (nicht kommerzielles Onlinematerial)
- Colour Haze - Atomic Dreamboat (RaumschiffkommandantRMX; P.O.R.N./Audiolith 2006)

### Compilationbeiträge
- Glitter & Bleep (Releax Beat 2006)
- Pudel Produkte 2 (Nobistor/Pudel 2006)
- The Psychedelic Avengers (45 rec./Indigo 2006)
- Persona Non Grata Labelcompilation (PNG#68 05/2006)
- Stora Label Compilation (Stora 2006)
- Micromusic for Joggers (Micromusic 2005)
- Micromusic Compilation PictureLP (Beroshima / Micromusic 2004)
- Heavy Rotation (Polygame Ent. 2002)
- Stall (WAN; Cobretti 2001)